# توماس جي. فاولر
توماس جي. فاولر هو ضابط كندي، ولد في 1909 في أوتاوا في كندا، وتوفي بنفس المكان في 9 مايو 1994.